# Retroflessione uterina
La retroflessione uterina è una posizione anomala dell'utero in cui il corpo dell'organo è ripiegato all'indietro su sé stesso all'altezza dell'istmo cervicale e del segmento inferiore dell'utero.
La condizione non ha alcun significato clinico, non impedisce il concepimento e non influisce negativamente sulla evoluzione della gravidanza.
All'esame vaginale con lo speculum, la condizione può essere sospettata in base allo spostamento in avanti della cervice nella cavità vaginale.

## Cause
Nella maggior parte dei casi, l'utero retroflesso è una normale variazione presente dalla nascita. Ci sono altri fattori, tuttavia, che possono causare la regressione dell'utero.

## Diagnosi
L'utero retroflesso è diagnosticato tramite un esame pelvico di routine o con un'ecografia interna.

## Fertilità e gravidanza
Raramente, l'utero retroflesso può essere dovuto a malattie come l'endometriosi, infezioni o interventi chirurgici. Sono tali condizioni, e non la posizione dell'utero stesso, a ridurre la fertilità in alcuni casi. Di solito l'utero si sposta verso il centro del bacino durante la decima o la dodicesima settimana di gravidanza. Raramente (da 1 a 3000 a 8000 gravidanze) l'utero retroflesso provoca minzione dolorosa e difficile e può causare ritenzione urinaria. Il trattamento di questa condizione include l'antiversione manuale dell'utero e di solito richiede il drenaggio intermittente o continuo della vescica fino a quando il problema non viene risolto o si risolve spontaneamente per l'ingrandimento naturale dell'utero. Oltre all'antiversione manuale e al drenaggio della vescica, il trattamento della ritenzione urinaria dovuta all'utero retroflesso può richiedere l'uso di un pessario o persino un intervento chirurgico, ma spesso è sufficiente che donna incinta dorma sullo stomaco per un giorno o due, per consentire al utero retroflesso di spostarsi in avanti.
Se l'utero non si riposiziona, viene detto persistente.